# Pharaon Stoquart
Pharaon Stoquart, né le 15 octobre 1889 à Marcinelle et mort le 16 avril 1958 à Dampremy, est un chanteur et un écrivain en langue wallonne belge. Il a composé et écrit La Danse du spirou.

## Biographie
Pharaon Jeanbaptiste Stoquart naît le 15 octobre 1889 à Marcinelle en Belgique,. Il est le fils de Jeanbaptiste Stoquart, verrier de vingt-deux ans, et d'Esther Hermine Joséphine Perrier, ménagère âgée de vingt ans.
On lui doit la La Danse du spirou.
Il meurt le 16 avril 1958 à Dampremy et est inhumé dans le cimetière communal.